# Municipio de Ophir (Carolina del Norte)
El municipio de Ophir (en inglés: Ophir Township) es un municipio ubicado en el  condado de Montgomery en el estado estadounidense de Carolina del Norte. En el año 2010 tenía una población de 641 habitantes.

## Geografía
El municipio de Ophir se encuentra ubicado en las coordenadas 35°27′36.5″N 79°57′1.16″O / 35.460139, -79.9503222.